# Cuesta del Cesto
Cuesta del Cesto (en asturiano: La Cuesta'l Cestu) es una aldea española de la parroquia de San Juan de Piñera, perteneciente al municipio de Cudillero, en la comunidad autónoma de Asturias.

## Toponimia
El lugar puede encontrarse referido como Cuesta del Cesto y La Cuesta'l Cestu.

## Historia
Hacia mediados del siglo XIX, el lugar, ya por entonces perteneciente a la parroquia de San Juan de Piñera del municipio de Cudillero, tenía contabilizada una población de 51 habitantes. Aparece descrito en el séptimo volumen del Diccionario geográfico-estadístico-histórico de España y sus posesiones de Ultramar de Pascual Madoz con las siguientes palabras:

CUESTA DEL ALTO la): l. en la prov. de Oviedo, ayunt. de Cudillero y felig. de San Juan de Piñera: sit. en el declive de las vertientes orientales de Sta. Ana de Montares, en la hondonada que se forma entre esta montaña y la sierra de Villafria. El terreno es fértil y de buena calidad. prod.: maiz, escanda, habas, patatas y otros frutos. pobl. 12 vec., 51 alm. (V.)
(Madoz, 1847, pp. 261-262)

En 2023, la entidad singular de población de Cuesta del Cesto tenía empadronados 21 habitantes, todos ellos en el núcleo de población de ese nombre.